# Тбилисское высшее артиллерийское командное училище
Тбилисское высшее артиллерийское командное Краснознамённое ордена Красной Звезды училище имени 26 Бакинских комиссаров (ТВУ, ТГАУ, ТКАУ, ТВАККУ, ТВАККОКЗУ) — военно-учебное заведение, готовившее командные кадры для артиллерийских подразделений Вооружённых сил СССР.

## История
- 1920 год — 20 августа 1920 года сформирован 6-й курсантский полк в городе Саратов, с последующим местом сосредоточения, в составе 1-й Восточной бригады курсантов в городе Астрахань. В сентябре 1920 года по приказу Революционного военного совета Республики 6-й курсантский полк, как и вся Восточная бригада курсантов, был передислоцирован в столицу освобожденного Азербайджана — город Баку. Бригада и все её части включаются в состав прославленной 11-й армии, с боевым путем которой связаны важные события периода гражданской войны. Вместе с частями 20-й, 9-й и 18-й стрелковых дивизий 6-й курсантский полк в составе 1-й Восточной бригады курсантов принял участие в Тифлисской операции.
- 1921 год — 16 февраля войска 11-й армии перешли границу Грузии и начали наступление на Тифлис. Грузинские войска сопротивлялись отчаянно, но силы были неравными и они оставляли один населенный пункт за другим. В этой связи существует примечательный факт истории, когда на одном из участков боев саратовские курсанты «лоб в лоб» столкнулись с юнкерами Тифлисского военного училища. 20-25 февраля 1921 года 6-й курсантский полк в составе 1-й Восточной бригады вступил в город Тифлис, где разместился в помещении бывшего юнкерского военного училища на Михайловском Проспекте (ныне проспект Давида Агмашенебели) и оказывал помощь трудящимся в установлении Советской власти. В этом же году 6-й курсантский полк ведет бои за установление Советской власти в Грузии. 14 апреля 1921 года курсантский полк по приказу Революционного военного совета Республики 11-й армии был преобразован во 2-е пехотно-пулеметные командные курсы. В первомайские праздники 1921 года личный состав отметил первый выпуск 99 красных командиров. 25 мая 1921 года, 2-е пехотно-пулеметные командные курсы были переименованы в 13-е Бакинские пехотно-пулеметные командные курсы.
- 1922 год — В начале 1922 года 13-е Бакинские пехотно-пулеметные командные курсы в составе Восточной бригады курсантов были направлены для ликвидации меньшевистских сил в Западную Грузию город Озургети (в 1934—1989 гг. Махарадзе). 20 августа 1922 года достойно выполнив поставленную задачу курсы вернулись в город Тифлис. 7 сентября 1922 года 13-е Бакинские пехотно-пулеметные командные курсы в совместно с Грузинской стрелковой дивизией направлены в Хевсуретию для подавления контрреволюционного мятежа князя Чолокаева. 22 октября 1922 года курсы были преобразованы в 21-ю Бакинскую пехотную школу с двухгодичным сроком обучения.
- 1923 год — За успешные действия в боях Центральный Исполнительный Комитет Грузинской Социалистической республики постановлением № 6 от 27 февраля 1923 года наградил курсы Почетным Революционным Красным Знаменем. 22 сентября 13-е Бакинские пехотно-пулеметные командные курсы переименованы в 21-ю Бакинскую пехотную школу
- 1924 год — В сентябре 1924 года школа проводила первый выпуск командиров закончивших двухгодичное обучение. Участие школы в ликвидации меньшевистской контрреволюционной авантюры — попытки поднять вооруженное восстание против Советской власти в Грузии. 1 октября произошло переименование 21-й Бакинской пехотной школы в Тифлисскую пехотную школу. (ТПШ).
- 1926 год — При Тифлисской пехотной школе создаются военно-политические курсы.
- 1927 год — В сентябре 1927 года Революционный военный совет СССР реорганизует Тифлискую пехотную школу в Закавказскую пехотную школу (ЗПШ). В её состав вошли ранее существовавшие как самостоятельные военно-учебные заведения Грузинская, Армянская и Азербайджанская объединённые школы и курсанты Военно-политической школы Краснознаменной Кавказской армии.
- 1929 год — В Закавказской пехотной школе создается артиллерийский дивизион, что положило начало подготовке артиллеристов для Советской Республики Советов. Центральный Исполнительный Комитет СССР 10 февраля 1929 года постановил «Вручить революционное Красное знамя Закавказской пехотной школе …..». 20 ноября. 20 ноября 1929 года приказом Революционного Совета СССР № 362 Закавказской пехотной школе присвоено имя 26 Бакинских комиссаров.
- 1935 год — В октябре 1935 года в Закавказская пехотная школа имени 26 Бакинских комиссаров реорганизуется в Закавказскую объединённую военную школу (ЗОВШ).
- 1937 год — В марте 1937 года Закавказская пехотная школа была переименована в Тбилисское военное училище имени 26 Бакинских комиссаров. Был установлен 3 годичный срок обучения.
- 1938 год — Новая страница в истории училища началась 31 октября 1938 года. С этого дня оно было реорганизовано в Тбилисское горно-артиллерийское училище имени 26 Бакинских комиссаров. С тех пор и до последнего дня своего существования училище готовило для армии кадры артиллерийских командиров.
- 1941 год — Переход на подготовку офицеров-артиллеристов для действующей армии по программе ускоренной подготовки. 18 ноября. Батарея выпускника училища С. М. Оганова повторила на Южном фронте подвиг 28 панфиловцев.
- 1942 год — Артиллерийский дивизион курсантов ТАУ в составе 34-й ОСБР участвует в битве за Кавказ по город Орджоникидзе. Июнь 1941 — май 1945. Училище подготовило для фронта более шести тысяч командиров-артиллеристов.
- 1944 год — Училищу вручено новое Боевое Красное Знамя, которое училищу вручил член Военного Совета Закавказского фронта генерал-лейтенант Ефимов П. И.. Принял Боевое Красное Знамя начальник училища Гулевич С. С..
- 1945 год — В ознаменование 25-й годовщины Тбилисского горно-артиллерийского училища имени 26 Бакинских комиссаров за выдающиеся успехи в подготовке офицерских кадров артиллерии Красной Армии и боевые заслуги перед Родиной награждено 19 августа 1945 года Указом Президиума Верховного Совета СССР орденом Красного Знамени.
- 1956 год — 8 октября 1956 года Тбилисское горно-артиллерийское училище имени 26 Бакинских комиссаров преобразовано в Тбилисское Краснознаменное артиллерийское училище имени 26 Бакинских комиссаров.
- 1967 год — Награждение училища Памятным знаменем ЦК КПСС, Президиума Верховного Совета СССР и Совета Министров СССР.
- 1969 год — В июне 1969 года училище преобразовано и стало именоваться Тбилисское высшее артиллерийское командное Краснознаменное училище имени 26 Бакинских комиссаров.
- 1970 год — Празднование 50-летия училища.
- 1971 год — Посещение училища Министром обороны СССР Маршалом Советского Союза А. А. Гречко.
- 1972 год — ЦК КПСС, Президиум Верховного Совета и Совета Министров СССР наградил училище юбилейным Почетным знаком «50 лет СССР».
- 1980 год — За выдающиеся успехи в подготовке офицерских кадров Тбилисское высшее артиллерийское командное училище имени 26 Бакинских комиссаров награждено 2 декабря 1980 года Указом Президиума Верховного Совета СССР орденом Красной Звезды и стало именоваться Тбилисское высшее артиллерийское командное Краснознаменное ордена Красной звезды училище имени 26 Бакинских комиссаров.
- 1992 год — На основании приказа ГК ВС СНГ № 02 от 03.01.1992 года, Тбилисское высшее артиллерийское командное училище переформировано в Екатеринбургское высшее артиллерийское командное училище в городе Екатеринбург.